# بوغدان شليفا
بوغدان شليفا (4 فبراير 1922 – 16 مايو 2003) كان لاعب شطرنج بولندي مواليد مدينة كراكوف.

## سيرته
فاز شليفا ببطولة بولندا ست مرات. في عام 1946، فاز بأول بطولة بولندية للشطرنج بعد الحرب العالمية الثانية في سوبوت (المركز الخامس في بطولة بولندا للشطرنج). في عام 1948، حقق المركز الثالث في كراكوف (المركز السادس في بطولة بولندا للشطرنج، وفاز بها كازيميرز ماكارتشيك). فاز بالبطولة البولندية أربع مرات متتالية بين عامي 1951 و1954. وكان آخر ألقابه في فروتسواف عام 1960 (المركز السابع عشر في بطولة بولندا للشطرنج).
في البطولات، تعادل شليفا في المركزين 9-10 في سوبوت عام 1951 (فاز إرنو غيريبن). وفي عام 1952، حصل على المركز 17 في بودابست (فاز بول كيريس). وفي عام 1954، تعادل في المركزين 12-14 في بوخارست (فاز فيكتور كورشنوي). وكان أفضل إنجاز له هو المركز الثالث، خلف لوديك باشمان ولازلو زابو، في ماريانسكي لازني (مارينباد) عام 1954. وفي عام 1955، تعادل في المراكز 19-21 في غوتنبرغ (بين المناطق)، والتي فاز بها ديفيد برونشتاين. وفي عام 1957، تعادل سليوا في المركزين 2-4 مع أوليج نيكيرش وألكسندر ماتانوفيتش، خلف ميروسلاف فيليب في صوفيا. في عام 1959، تعادل في المركزين الخامس والسابع في ريغا (فاز بوريس سباسكي). وفي عام 1962، تعادل في المركزين الرابع والسابع في ماريانسكي لازني (فاز مارك تايمانوف). وفي عام 1965، تعادل في المركزين الثاني عشر والرابع عشر في بلغراد (فاز ميلان ماتولوفيتش). وفي عام 1966، حلّ في المركز التاسع في بولانيكا زدروي (فاز فاسيلي سميسلوف). وفي عام 1966، تعادل في المركزين التاسع والعاشر في تل أبيب (فاز سفيتوزار غليغوريتش).
لعب لصالح بولندا في سبع أولمبياد للشطرنج:
- في عام 1952، في المركز الرابع في أولمبياد الشطرنج العاشر في هلسنكي (+7 -1 =4).
- في عام 1956، في أول مشاركة له في أولمبياد الشطرنج الثاني عشر في موسكو (+6 –4 =6).
- في عام 1958، في أول مشاركة له في أولمبياد الشطرنج الثالث عشر في ميونيخ (+6 –6 =5).
- في عام 1960، في أول مشاركة له في أولمبياد الشطرنج الرابع عشر في لايبزيغ (+5 –5 =6).
- في عام 1962، في أول مشاركة له في أولمبياد الشطرنج الخامس عشر في فارنا (+7 -4 =5).
- في عام 1964، في المركز الثالث في أولمبياد الشطرنج السادس عشر في تل أبيب (+6 –2 =6).
- في عام 1966، في المركز الرابع في أولمبياد الشطرنج السابع عشر في هافانا (+7 -3 =5).

فاز بالميدالية الفضية الفردية في هلسنكي عام 1952.
منح الاتحاد الدولي للشطرنج شليفا لقب الأستاذ الدولي في عام 1953، ولقب الأستاذ الكبير الفخري في عام 1987.

## روابط خارجية
- بوغدان شليفا على موقع مباريات الشطرنج (الإنجليزية)
- بوغدان شليفا على موقع 365Chess.com (الإنجليزية)
- بوغدان شليفا على موقع Chesstempo.com (الإنجليزية)
- بوغدان شليفا على موقع اتحاد المراسلات الدولية للشطرنج (الإنجليزية)
- بوغدان شليفا سجل أولمبياد الشطرنج على موقع OlimpBase.org (الإنجليزية)